# Betclic
Betclic ou Betclic Everest Group est une entreprise française de paris sportifs, poker en ligne et de sport hippique créé en 2005 à Londres en Angleterre par Eric Moncada et Nicolas Béraud.
Elle revendique 11 millions de joueurs inscrits sur sa plateforme en ligne.
Betclic est une filiale de FL Entertainment, qui détient aussi l'entreprise Banijay.
Le groupe FL Entertainment est coté à la bourse de Amsterdam depuis 2022. Il est majoritairement détenu (33,22%) par la holding LOV Group de Stéphane Courbit.

## Historique

Ancien logo.

Betclic est créé à Londres en 2005 par Nicolas Béraud et Eric Moncada avec huit collaborateurs et un investissement de moins de 3 millions d’euros.
En 2008, Mangas Gaming rachète 75 % de Betclic à ses propriétaires pour 50 millions d'euros. En 2009, la SBM entre à hauteur de 50 % au capital de Betclic.
En 2010, l'entreprise occupe environ 40 % des parts de marché du pari sportif en ligne en France. Elle est leader des paris sportifs en France depuis l'ouverture du marché en 2010, avec une part de marché de 45 % devant le PMU (25 %) et Bwin (20 %) en 2013.
Durant l'Euro 2012, Betclic génère 2 millions de paris sportifs autour de cet événement pour un revenu de 12 millions d'euros.
Le 31 mai 2016, la salle de jeu de poker en ligne Everest Poker fusionne avec celle de Betclic.
Sur le marché français, Betclic détient 3 licences et propose des offres de paris sportifs, de paris hippiques et de poker.
En octobre 2017, Betclic annonce le transfert de son siège social parisien à Bordeaux, ainsi que son bureau de Londres. Betclic recrute entre 2018 et 2020 près de 300 personnes sur Bordeaux.
Leader en France et au Portugal, l'entreprise Betclic a obtenu en septembre 2018 une licence pour officier sur le marché Polonais où elle vise le TOP 3.

## Présence en France
Betclic en France est représenté par Betclic Group à Bordeaux, filiale de Betclic Everest Group société Française dirigée par Stéphane Courbit principal actionnaire avec SBM.

## Sponsoring

Betclic Elite

En 2009, Betclic achète le maillot de l'Olympique lyonnais, qui ne pourra pas être porté en France avant le vote de la loi française sur la libéralisation des paris sportifs le 1er juin 2010.
Le site devient le sponsor de l'Olympique de Marseille pour la période 2010-2012 et de la Juventus 2010-2012.
En 2018, Betclic signe un partenariat avec l'Union Bordeaux Bègles et les Girondins de Bordeaux.
EN 2021, Betclic est maintenant l'opérateur de paris sportif du sport français en ayant signé différents partenariats avec la Ligue 1 Uber Eats, La Ligue 2 BKT la Fédération Française de Football, le Top 14 et la LNB en devenant namer du Championnat "Betclic Elite".